# Nickel(II) cyanide
Niken(II) cyanide là một hợp chất vô cơ có công thức hóa học Ni(CN)2.

## Điều chế
Phản ứng của kali cyanide và muối có chứa ion niken(II) trong dung dịch nước có thể tạo kết tủa niken(II) cyanide tetrahydrat. Khi đun nóng tetrahydrat đến 200 ℃, hydrat này chuyển thành niken(II) cyanide khan.

## Cấu trúc
Bảng dưới đây thống kê thông số mạng tinh thể của niken(II) cyanide (khan và ngậm nước). Giá trị góc α = 90°, β = 90°, γ = 90°. Đơn vị cho a, b, c: nm.
| Công thức         | Hệ tinh thể            | a       | b       | c      |
| ----------------- | ---------------------- | ------- | ------- | ------ |
| Ni(CN)2           | hệ tinh thể bốn phương | 0,48632 | 0,48632 | 1,2636 |
| Ni(CN)2 (Ni0,5CN) | hệ tinh thể bốn phương | 0,3434  | 0,3434  | 0,6401 |
| Ni(CN)2·2H2O      | hệ tinh thể bốn phương | 0,7145  | 0,7145  | 1,0116 |
| Ni2(CN)4·3H2O     | ⸺                      | 0,7091  | 1,4135  | 0,8876 |
| Ni2(CN)4·6H2O     | ⸺                      | 1,2207  | 1,386   | 0,7124 |

## Tính chất hóa học

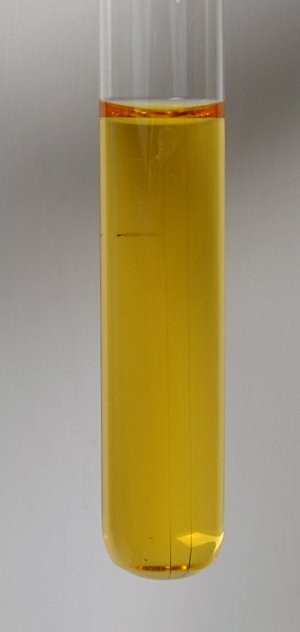
Dung dịch K_{2}Ni(CN)_{4} (tetracyanonikenat(II))

Niken(II) cyanide tan trong dung dịch kali cyanide tạo ra dung dịch màu vàng có chứa kali tetracyanonikenat(II):
Ni(CN)2 + 2KCN → K2Ni(CN)4
Niken(II) cyanide sẽ phản ứng với đimetylglyoxime và tạo ra hydro cyanide:
Ni(CN)2 + 2C4H8O2N2 → Ni(C4H7O2N2) + 2HCN↑

## Hợp chất khác
Ni(CN)2 còn tạo một số hợp chất với NH3, như Ni(CN)2·NH3·2H2O là bột màu xanh dương nhạt (dạng khan có màu xanh dương, D = 1,87 g/cm³), 2Ni(CN)2·3NH3·4H2O là tinh thể màu oải hương, Ni(CN)2·2NH3 là chất rắn màu xám tím, Ni(CN)2·3NH3 là chất rắn màu tím nhạt hay Ni(CN)2·4NH3·2H2O là tinh thể màu xanh dương đậm.